# Shemiran

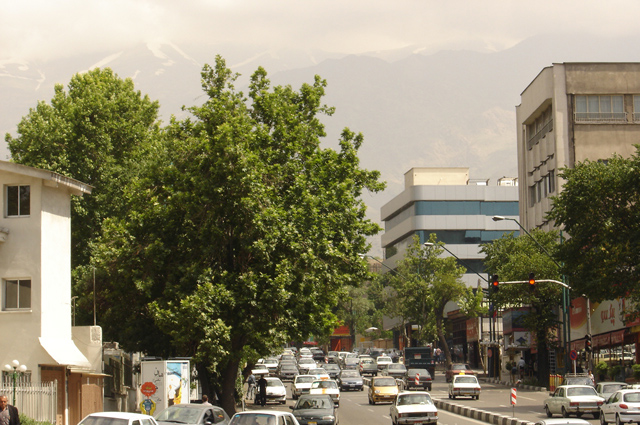
Avenue Shariati, vue vers le nord et les Monts Alborz surplombant le district de Shemiran à Téhéran.

Shemiran (en persan : شمیران, parfois appelé Shemiranat, ou Chemiran) est le nom de la partie nord de la ville de Téhéran, en Iran. C'est le district le plus au nord de la ville de Téhéran. C'est également le nom d'un des départements de la province de Téhéran.
Shemiran est construite sur les pentes des Monts Alborz et jouit d'un climat modéré. Le district possède des parcs agréables et biens tenus et accueille aussi les classes les plus aisées de la société iranienne. La plupart des ambassades et la Foire Internationale de Téhéran sont situées à Shemiran.
On y trouve aussi l'Imam Zadeh Saleh et l'ancienne maison de l'imam Khomeini

## Subdivisions administratives
Les quartiers de Shemiran sont : Darakeh, Darband, Darrous, Gholhak, Niavaran, Elahiyeh, Farmanieh, Zafaraniyeh, Manzariyeh, Gheytarieh et Jamaran.

## Personnalités
- Qamar-ol-Moluk Vaziri (1905-1959), chanteuse iranienne est morte à Shemiran.
- Pouria Amirshahi, député de la 9e circonscription des Français établis hors de France, est né à Shemiran.
- Goli Taraghi (1939-), femme de lettres iranienne.
- Touran Mirhadi (1927-2016),  enseignante, auteure et chercheuse iranienne